# 守備機会
守備機会（しゅびきかい）は、野球における守備記録の一つ。選手が守備に関わった回数をあらわす。ゴロの打球の処理、飛球の捕球、塁または走者への触球、送球の中継、ランダウンプレイ（挟殺プレイ）など、アウトに関わったプレイのうち、投球を除く全てのものに記録される。
次式で求める。
守備機会＝刺殺＋補殺＋失策
また、刺殺数と補殺数との和を守備機会数で除することにより、守備率が求まる。

## 守備機会に関する記録

### 日本プロ野球

#### 捕手1試合記録
| 選手名   | 所属球団                   | 守備機会数 | 記録日 ※月日不明の場合、年のみ |
| -------- | -------------------------- | ---------- | ------------------------------ |
| 松川虎生 | 千葉ロッテマリーンズ       | 20         | 2022年4月10日                  |
| 藤尾茂   | 読売ジャイアンツ           | 19         | 1955年                         |
| 中嶋聡   | オリックス・ブルーウェーブ | 19         | 1995年4月21日                  |
| 野田浩輔 | 西武ライオンズ             | 19         | 2004年7月2日                   |
| 古田敦也 | ヤクルトスワローズ         | 19         | 2005年4月6日                   |
| 山崎勝己 | 福岡ソフトバンクホークス   | 19         | 2006年6月18日                  |